# Mackinnon & Saunders
Mackinnon & Saunders és una empresa, amb seu en el Regne Unit, formada per productors d'animació i productors de titelles guardonats. Ofereix un servei de producció complet per projectes d'animació digital 2D i stop-motion, des del concepte, fins l'entrega final.
També ofereixen la possibilitat d'ajudar amb elements individuals de producció: des del concepte i el desenvolupament del guió, fins al disseny de personatges, la elaboració de pressupostos, la programació, la contractació de talents, el rodatge i la postproducció.

## Història
Ian Mackinnon i Peter Saunders van començar a treballar junts al Cosgrove Hall de Manchester a la dècada del 1980 i van establir la seva pròpia empresa a principis de la dècada del 1990. Des d'aleshores, Mackinnon & Saunders no ha deixat de crear una increïble varietat de personatges.
Així doncs, després de 30 anys treballant en el sector amb programes de televisió, curtmetratges i llargmetratges, Ian Mackinnon i l'equip de Peter Saunders han donat vida a alguns dels personatges animats més coneguts del món, entre els que trobem Bob the Builder, Frankenweenie, Postman Pat, Fifi and the Flowertots, Corpse Bride de Tim Burton i El fantástico señor Fox de Wes Anderson.
Han sigut doncs els creadors de les maquetes conceptuals de les titelles d'aquests i altres personatges i, en conseqüència, de la fabricació dels seus motlles, vestuari, cabell, pintura i, en alguns casos, fins i tot armadures.
El 2006, Ian Mackinnon i Peter Saunders van rebre un premi ASIFA Hollywood Ub Iwerks pels sofisticats mecanismes de cap desenvolupats pel film Corpse Bride, del famós director Tim Burton. També, al 2015, Ian fou anomenat Doctor Honoris Causa en Artes per la Universitat de Staffordshire.